# Ted Morgan (Autor)
Ted Morgan (eigentlich Charles Armand Gabriel, Comte de Gramont; * 30. März 1932 in Genf, Schweiz; † 13. Dezember 2023 in New York City) war ein französisch-US-amerikanischer Autor, Biograph, Journalist und Historiker.

## Leben
Ted Morgan wurde als Charles Armand Gabriel, Comte de Gramont in Genf geboren. Sein Vater, Gabriel Antoine Armand, Comte de Gramont (1908–1943), war Diplomat und Held der Résistance. Gramont entstammte dem Adelsgeschlecht Gramont, einer der vornehmsten französischen Familien des alten Adels.
Nach dem frühen Tod seines Vaters bei einem Trainingsflug fing Morgan an, zwei parallele Leben zu führen. Während seines Studiums an der Yale University in New Haven (Connecticut) jobbte er als Reporter bei der Tageszeitung New Haven Register. In den späten 1950er und in den frühen 1960er Jahren diente Morgan in der französischen Armee (Leutnant) und im algerischen Unabhängigkeitskrieg war er als Propagandaoffizier eingesetzt. Im Jahre 1961 ging er in die USA zurück und arbeitete bei der New Yorker Herald Tribune; im selben Jahr gewann er unter seinem Pseudonym „Sanche de Gramont“ den Pulitzer-Preis. 1977 wurde er amerikanischer Staatsbürger und verzichtete auf seinen Adelstitel. Sein Name Ted Morgan ist ein Anagramm von „de Gramont“. Neben seiner schriftstellerischen Tätigkeit war er auch bei der CBS, einem der größten Hörfunk- und Fernsehsender der USA, mit einer Sendung 60 Minutes zu sehen.
Er starb am 13. Dezember 2023 im Alter von 91 Jahren in New York City.

## Werke (Auswahl)
- Valley of Death: The Tragedy at Dien Bien Phu That Led America into the Vietnam War (2010)
- My Battle of Algiers (2005)
- A Covert Life: Jay Lovestone, Communist, Anti-Communist and Spymaster (1999)
- Reds: McCarthyism in Twentieth Century America (2003)
- A Shovel of Stars: The Making of the American West 1800 to the Present (1996)
- Wilderness at Dawn: The Settling of the North American Continent (1994)
- An Uncertain Hour: The French, the Germans, the Jews, the Barbie Trial, and the City of Lyon, 1940–1945 (1990)
- Literary Outlaw: The Life and Times of William S. Burroughs (1990)
- Franklin D. Roosevelt: A Biography (1985)
- Churchill: Young Man in a Hurry, 1874–1915 (1982)
- Maugham (1980)
- On Becoming American (1978)
- The Strong Brown God: The Story of the Niger River (1977), als Sanche de Gramont
- Epitaph for kings (1969), als Sanche de Gramont
- The French: Portrait of a people (1969), als Sanche de Gramont
- The Secret War: The story of international espionage since 1945 (1962), als Sanche de Gramont

## Auszeichnungen und Nominierungen
- 1961: Pulitzer Prize for Local Reporting, Edition Time
- 1982: National-Book-Award-Finalist mit Maugham
- 1983: Pulitzer-Preis/Biographie oder Autobiographie-Finalist mit Churchill: Young Man in a Hurry, 1874–1915